# Шулавери-шомутепинская культура
Культура Шулавери-Шому, или шулавери-шомутепинская культура, — археологическая культура, существовавшая в Закавказье (территория современного Азербайджана, Грузии и Армянское нагорье) в позднем неолите и энеолите. Датируется примерно 6000 — 4000 гг. до н. э. Названа по поселениям Шулавери-гора в Грузии и Шомутепе (холм Шому) в Азербайджане.

## Археологические раскопки
Археологические раскопки Шулавери-гора и Имирис-гора проводились Квемо-Картлийской объединённой археологической экспедицией Государственного музея Грузии и Тбилисского государственного университета под руководством профессора О. М. Джапаридзе в 1965—1966 годах.

## Хронология
Считается, что эта культура возникла вскоре после резкого похолодания 6200 г. до н. э., продолжавшегося около двух столетий.
Джавахишвили приводит следующие радиоуглеродные датировки памятников культуры:
- Шомутепе — 5560 ± 70 год до н. э.
- Тойра-тепе — 4295 ± 125 год до н. э.
- Шулавери-гора: нижний слой — 4675 ± 210; верхний слой — 3970 ± 300 год до н. э.
- Кюль-тепе — 3820 ± 90 год до н. э.

## Влияние
Существует гипотеза о связи буго-днестровской культуры и Шулавери-шомутепинской.
Культура Шулавери-Шому предшествует куро-араксской культуре, существовавшей на территории Закавказья и прилегающих областей Ближнего Востока около 4000 — 2200 гг. до н. э., и которая в дальнейшем значительно повлияла на последующую триалетскую культуру (2200—1500 гг. до н. э.). Культура Сиони (Sioni сulture) в Восточной Грузии, вероятно, была переходной от шулаверийской к куро-араксской.
В Азербайджане слои лейлатепинской культуры в некоторых случаях перекрывают более ранний слой культуры Шулавери-Шому.

## Экономика и материальная культура
Культура Шулавери-Шому, как и соседние неолитические и халколитические культуры Южного Кавказа, использовали местный обсидиан для изготовления орудий, занимались скотоводством (крупный рогатый скот, свиньи), выращивали культурные растения, в том числе виноград. В Гадачрили-гора и Шулавери-гора обнаружены древнейшие из известных на сегодняшний день свидетельств виноделия: радиоуглеродный анализ указывает на дату около 6000 года до нашей эры. Многие характерные черты материальной культуры Шулавери-Шому (круглые глинобитные здания, керамика с пластическими украшениями, антропоморфные женские статуэтки, обсидиановые орудия — преимущественно продолговатые призматические ножи), как предполагается, произошли от культур ближневосточного неолита (Хассуна, Халаф).

## Палеогенетика
На примере индивидов из Ментеш-Тепе было показано, что популяция культуры Шулавери-Шому является результатом смешения анатолийских земледельцев, неолитического населения Ирана (или схожих с ним кавказских охотников-собирателей) и популяции докерамического неолита Леванта. Смешение произошло в результате проникновения земледелия в Закавказье из Плодородного полумесяца.